# Лангор (тауншип, Миннесота)
Лангор (англ. Langor) — тауншип в округе Белтрами, Миннесота, США. На 2000 год его население составило 186 человек.

## География
По данным Бюро переписи населения США площадь тауншипа составляет 93,8 км², из которых 93,7 км² занимает суша, а 0,1 км² — вода (0,11 %).

## Демография
По данным переписи населения 2000 года здесь находились 186 человек, 68 домохозяйств и 51 семья.  Плотность населения —  2,0 чел./км².  На территории тауншипа расположено 85 построек со средней плотностью 0,9 построек на один квадратный километр. Расовый состав населения: 98,92 % белых, 0,54 % коренных американцев и 0,54 % приходится на две или более других рас.
Из 68 домохозяйств в 42,6 % воспитывались дети до 18 лет, в 63,2 % проживали супружеские пары, в 1,5 % проживали незамужние женщины и в 25,0 % домохозяйств проживали несемейные люди. 25,0 % домохозяйств состояли из одного человека, при том 11,8 % из — одиноких пожилых людей старше 65 лет. Средний размер домохозяйства — 2,74, а семьи — 3,20 человека.
31,2 % населения — младше 18 лет, 7,5 % — в возрасте от 18 до 24 лет, 26,3 % — от 25 до 44, 24,2 % — от 45 до 64, и 10,8 % — старше 65 лет. Средний возраст — 36 лет. На каждые 100 женщин приходилось 129,6 мужчин.  На каждые 100 женщин старше 18 приходилось 128,6 мужчин.
Средний годовой доход домохозяйства составлял 41 000 долларов, а средний годовой доход семьи —  48 125 долларов. Средний доход мужчин —  24 583  доллара, в то время как у женщин — 17 143. Доход на душу населения составил 17 662 доллара. За чертой бедности не находилась ни одна семья и 3,8 % всего населения тауншипа.